# جيمس كلوسكي
جيمس كلوسكي (بالإنجليزية: James Cluskey)‏ مواليد 18 أغسطس 1986 في دبلن، هو لاعب كرة مضرب أيرلندي سابق بدأ مسيرته كمحترف سنة 2009 وكان يلعب باليد اليمنى. أعلى تصنيف له في الفردي كان المركز الـ 801 في سنة 2007. أعلى تصنيف له في الزوجي كان المركز الـ 145 في سنة 2013.

## النهائيات
| الرقم | التاريخ        | الدورة | الأرضية | الشريك        | المنافس في النهائي          | النتيجة              |
| 1.    | 13 فبراير 2010 | إيلات  | صلبة    | مايكل فينوس   | ألكسندر بوري بافل كاتلياروف | 6-7(3), 6-3, [15-13] |
| 2.    | 9 مايو 2010    | إدنبرة | ترابية  | كولين أوبراين | باري كينج ماركوس ويليس      | 6-3, 6-3             |

## روابط خارجية
- جيمس كلوسكي على موقع رابطة محترفي التنس (الإنجليزية)
- جيمس كلوسكي على موقع الاتحاد الدولي لكرة المضرب (الإنجليزية)
- جيمس كلوسكي على موقع كأس ديفيز (الإنجليزية)
- جيمس كلوسكي على موقع خلاصة التنس.كوم (الإنجليزية)